# Orhan Pamuk
Ferit Orhan Pamuk (Istambul, 7 de Junho de 1952) é um escritor turco. Foi vencedor do prêmio Nobel de Literatura de 2006, sendo o primeiro turco a ter sido agraciado com o prêmio, sendo também o escritor de maior sucesso comercial de seu país. Seus trabalhos foram traduzidos em mais de cinquenta línguas e além do Nobel ele já recebeu vários outros prêmios notórios como o Sonning Prize em 2012 e o International Dublin Literary Award em 2003.
É professor de literatura da Universidade Columbia, nos Estados Unidos.

## Biografia
Pamuk nasceu em Istambul em 1952, filho do engenheiro civil Gündüz Pamuk (1925-2002), tendo crescido em uma abastada família burguesa em declínio, uma experiência que ele descreve na passagem de romances seus como O Livro Negro e O Senhor Cevdet e Seus Filhos, bem como mais profundamente no seu Istambul: Memórias e a Cidade. Teve uma educação no Robert College da Turquia e passou a estudar arquitetura na Universidade Técnica de Istambul. Abandonando a escola de arquitetura três anos depois, tornou-se escritor em tempo integral e, em 1976, graduou-se no Intituto de Jornalismo da Universidade de Istambul. Dos 22 a 30 anos, Pamuk conviveu com sua mãe, escreveu seu primeiro romance e tentou encontrar uma editora para a publicação.
Em 1 de março de 1982, Pamuk casou-se com Aylin Turegen, historiadora. De 1985 a 1988, enquanto sua esposa graduava a Universidade Columbia, Pamuk adquiriu o direito de visitar a instituição e utilizou este tempo para realizar pesquisas e escreveu seu romance O Livro Negro.
Pamuk retornou para Istambul. Ele e sua mulher tiveram uma filha chamada Rüya nascida em 1991, cujo nome significa "sonho" em turco. Em 2001, ele e Aylin divorciaram-se.

## Fama
Logo após a publicação do seu terceiro romance, A Cidadela Branca (Beyaz Kale, 1985), o nome de Pamuk começa a ter repercussão internacional e é contemplado com o primeiro de muitos prémios literários internacionais. Nesta obra o autor começa a experimentar técnicas pós-modernas, distanciando-se claramente do naturalismo dos seus primeiros trabalhos.
Entre 1985 e 1988, Pamuk residiu em Nova Iorque, trabalhando como professor convidado na Universidade de Columbia. Durante a sua estadia escreveu grande parte do livro que iria começar a cimentar a sua reputação internacional e que teve um acolhimento muito favorável por parte do escritor norte-americano John Updike: Kara Kitap. Com os títulos de Os Jardins da Memória na edição portuguesa e The Black Book, na edição inglesa, foi publicado já após o seu regresso a Istambul, em 1990, e constituiu um ponto de viragem na sua carreira, graças ao sucesso que granjeou entre o público. Em 1992, esta controversa obra foi levada ao grande ecrã pelo seu compatriota Ömer Kavur, tendo sido o próprio Pamuk a escrever o guião do filme, intitulado Gizli Yüz (The Secret Face).

## O Nobel
Em 1995, publica o romance Vida Nova (Yeni Hayat), que em breve se tornaria num dos livros mais lidos de sempre na Turquia.
A consagração definitiva dos críticos literários viria em 1998, com O Meu Nome É Vermelho (Benim Adım Kırmızı), um romance onde fantasia e realidade andam de mãos dadas e em que o mistério, o amor e a reflexão filosófica se entrelaçam sobre o pano de fundo de uma Istambul do século XVI, onde por vezes irrompe a Istambul dos dias de hoje. Esta obra valeu-lhe o prestigiado International IMPAC Dublin Literary Award de 2003, além de outros dois prémios.
Em O Meu Nome É Vermelho, Pamuk narra a história de um cadáver que conhece seu assassino numa reconstituição do Império Otomano e sua tradição de ilustração de livros no final do século XVI. 
Mas o que o catapultou definitivamente para a fama mundial entre o grande público foi o facto de ter sido galardoado, a 12 de Outubro de 2006, com o Nobel de Literatura. Na alegação onde a Academia Sueca justificava a atribuição do prémio, é de destacar a seguinte frase: "Em busca da alma melancólica da sua cidade natal, Pamuk encontrou novos símbolos para retratar o choque e o cruzamento de culturas".
Öteki Renkler ("Outras Cores") acaba de ser publicado em português (foi lançado em outubro - veja resenha do livro em https://web.archive.org/web/20110101065610/http://cultura.updateordie.com/).
Outros escritos de Pamuk são: nsaios 1999 , romance, 2002; İstanbul: Hatıralar ve Şehir, memórias; Babamın Bavulu ("A Mala do Meu Pai"), três comunicações, 2007 - nenhum traduzido para o português ainda.

## Actividades políticas
Pamuk é uma figura de proa na Turquia na defesa dos direitos políticos dos curdos, tendo sido processado em 1995 juntamente com outros escritores por publicarem uma série de ensaios muito críticos em relação ao tratamento dado aos curdos pela Turquia.
Em 2005 Pamuk foi acusado de "insultar e desacreditar a identidade turca" numa entrevista concedida a Das Magazin, um suplemento semanal de vários jornais diários suíços.
Na entrevista, o escritor afirmava que "ninguém se atreve a falar" do genocídio contra o povo arménio levado a cabo pela Turquia durante a Primeira Guerra Mundial e da posterior matança de 30 mil curdos. O caso foi levado à justiça turca, e Pamuk teve mesmo que prestar declarações em tribunal. Este caso suscitou grande polémica internacional e o romancista tornou-se conhecido um pouco por todo o mundo.

## Obras
- Cevdet Bey ve Oğulları (Cevdet Bey and His Sons), romance, Istambul: Karacan Yayınları, 1982
- Sessiz Ev (A Casa do Silêncio), romance, Istambul: Can Yayınları, 1983
- Beyaz Kale (A Cidaddela Branca), romance, Istambul: Can Yayınları, 1985
- Kara Kitap (Os Jardins da Memória), romance, Istambul: Can Yayınları, 1990
- Gizli Yüz (Secret Face), peça de teatro, Istambul: Can Yayınları, 1992
- Yeni Hayat (Vida Nova), romance, Istambul: İletişim Yayınları, 1994
- Benim Adım Kırmızı (O meu nome é vermelho), romance, Istambul: İletişim Yayınları, 1998
- Öteki Renkler (Outras cores), ensaios, Istambul: İletişim Yayınları, 1999
- Kar (Neve), romance, Istambul: İletişim Yayınları, 2002
- İstanbul: Hatıralar ve Şehir (Istambul: Memórias de uma cidade), memórias, Istambul: Yapı Kredi Yayınları, 2003
- Babamın Bavulu (My Father's Suitcase), Nobel Söylevi, İstanbul, İletişim Yayınları, 2007
- Masumiyet Müzesi (O Museu da Inocência), romance, Istanbul: İletişim Yayınları, 2008
- Manzaradan Parçalar: Hayat, Sokaklar, Edebiyat (Pieces from the View: Life, Streets, Literature), ensaios, Istambul: İletişim Yayınları, 2010
- Saf ve Düşünceli Romancı ("O romancista ingénuo e o sentimental") crítica literária, İstanbul: İletişim Yayınları, 2011
- Şeylerin Masumiyeti (The Innocence of Objects), Masumiyet Müzesi Kataloğu, İletişim Yayınları 2012
- Kafamda Bir Tuhaflık (Brasil: Uma sensação estranha / Portugal: Uma estranheza em mim), romance, Istambul:  Yapı Kredi Publications, 2014
- Resimli İstanbul - Hatıralar ve Şehir, memória, Yapı Kredi Yayınları, 2015
- Kırmızı Saçlı Kadın (Brasil: A Mulher Ruiva), romance, Yapı Kredi Yayınları, 2016
- Hatıraların Masumiyeti, rascunhos e ensaios, Yapı Kredi Yayınları, 2016

### Livros publicados no Brasil
- Meu Nome é Vermelho. São Paulo: Companhia das Letras, 2004. ISBN 9788535904680
- Neve. São Paulo: Companhia das Letras, 2006. ISBN 9788535909227
- Istambul. São Paulo: Companhia das Letras, 2007. ISBN 9788535910117
- O Castelo Branco. São Paulo: Companhia das Letras, 2007. ISBN 9788535911176
- A Maleta do Meu Pai. São Paulo: Companhia das Letras, 2007. ISBN 9788535911268
- O Livro Negro. São Paulo: Companhia das Letras, 2008. ISBN 9788535913422
- Outras Cores. São Paulo: Companhia das Letras, 2010. ISBN 9788535917420
- O Museu da Inocência. São Paulo: Companhia das Letras, 2011. ISBN 9788535918571
- O Romancista Ingênuo e o Sentimental. São Paulo: Companhia das Letras, 2011. ISBN 9788535919844
- A Casa do Silêncio. São Paulo: Companhia das Letras, 2013. ISBN 9788535923155
- Uma Sensação Estranha. São Paulo: Companhia das Letras, 2017. ISBN 9788535928693
- A Mulher Ruiva. São Paulo: Companhia das Letras, 2020. ISBN 9788535934076

## Reconhecimentos
Doutoramentos Honoris Causa:
- Alemanha 2007 Universidade Livre de Berlim, Departamento de Filosofia e Humanidades
- Países Baixos 2007 Tilburg University
- Turquia 2007 Boğaziçi University, Departamento de Línguas e Literaturas Ocidentais
- Estados Unidos 2007 Georgetown University
- Espanha 2008 Universidade de Madrid
- Líbano 2003 Universidade Americana de Beirute
- Itália 2017 Accademia di Belle Arti di Brera
- Rússia 2017 Universidade Estatal de São Petersburgo